# Ducati 749
 (mai 2022).
Si vous disposez d'ouvrages ou d'articles de référence ou si vous connaissez des sites web de qualité traitant du thème abordé ici, merci de compléter l'article en donnant les références utiles à sa vérifiabilité et en les liant à la section « Notes et références ».
La Ducati 749 est un modèle de moto sportive construite par la société italienne Ducati. Sa production débute en 2002 et cesse en 2006. Dans la gamme, elle remplace la Ducati 748.
L'esthétique reprend celui de la Ducati 999, avec ses deux projecteurs superposés, ses panneaux aérodynamiques latéraux et ses lignes caractéristiques. Disponible en coloris rouge, noir ou jaune, elle est dotée d'un gros silencieux, avec deux sorties rectangulaires, placé sous la selle.
Son moteur est un Testastretta, dont la puissance est variable en fonction du modèle. Il est couplé à une boîte à six rapports. La partie cycle est dans les standards de la marque : le cadre est un treillis tubulaire, le système de freinage provient de la société Brembo avec des disques de 320 mm à l'avant et de 240 mm à l'arrière.

## 749 Dark

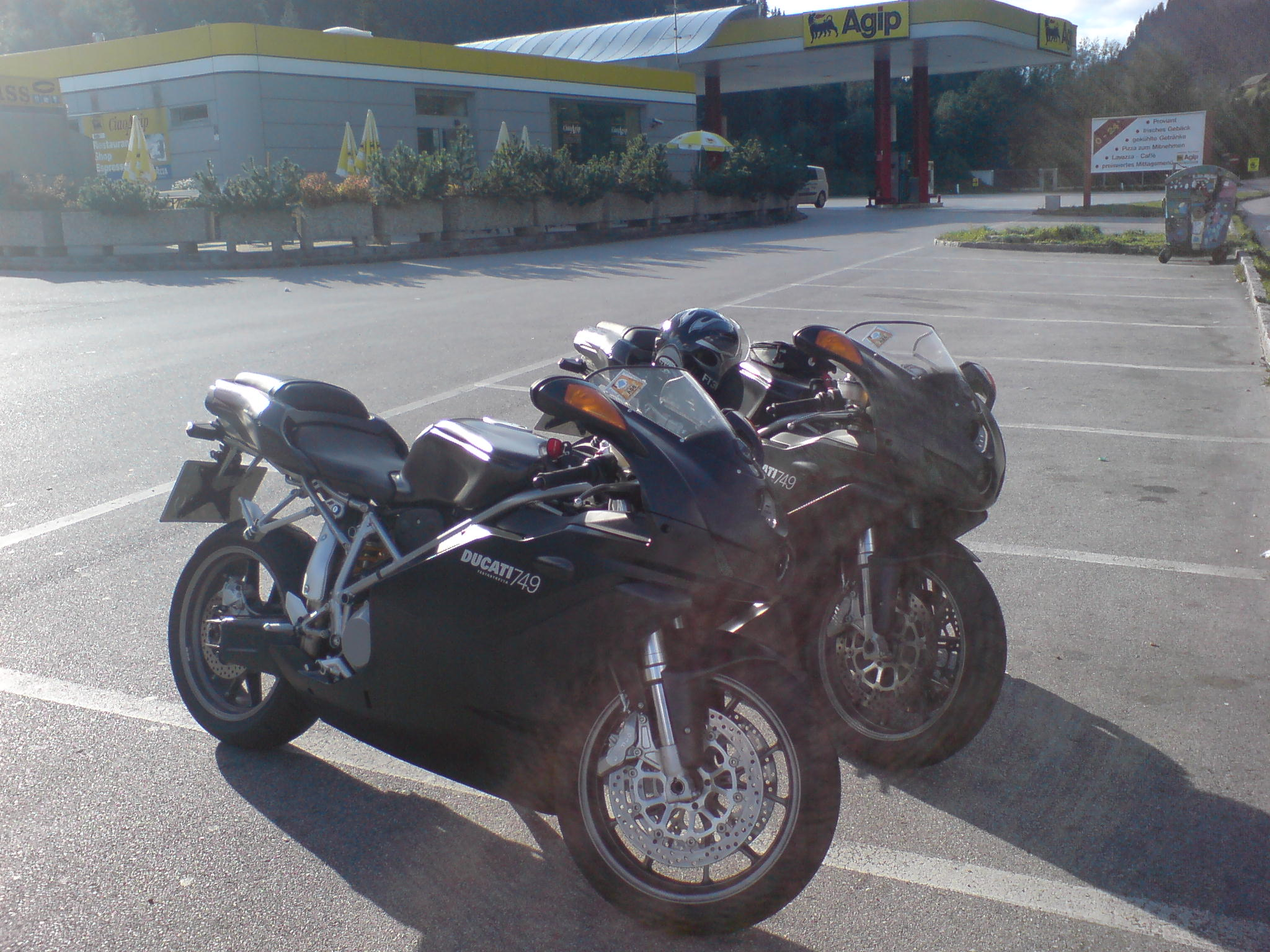
749 Dark

Commercialisée pour la première fois en 2004, la 749 Dark est destinée à mettre les superbikes Ducati à la portée des bourses "plus modestes". Comme ses cousines Monster Dark, la 749 se pare d'une robe noire mat. Le moteur est exactement le même qu'un moteur de 749 standard. La puissance développée est donc de 103 chevaux. Le prix est maintenu bas par l'absence d'amortisseur de direction, de modificateur d'assiette. La fourche provient de chez Showa, l'amortisseur de chez Sachs.
En 2005, comme sur toutes les 749, l'esthétique est revue, avec, notamment, suppression des prises d'air sous la bulle. Le moteur ayant été retravaillé, il développe 108 chevaux.

## 749
Apparue en 2002, la 749 est équipée d'un moteur de 748 cm3. La fourche est une Showa, l'amortisseur un Sachs.
Pour le millésime 2005, le moteur a été retravaillé. Il développe maintenant 108 chevaux à 10 000 tr/min pour un couple de 8,2 mkg à 8 500 tr/min.
L'ergonomie est également repensée, avec une position de conduite réglable. L'esthétique est corrigée pour ressembler un peu plus aux modèles engagés dans le championnat mondial supersport. Ces modifications profitent également à l'ensemble de la famille 749. Le poids est en baisse de 9 kg.
Le 26 mars 2006, le circuit de Brand Hatch a vu le lancement d'une version spéciale de 749 et 999 Airwaves Replica, reprenant la décoration des machines qui courent le championnat anglais de Superbike, aux mains de Gregorio Lavilla et Leon Haslam. Cette série est limitée à 30 exemplaires, 749 et 999 réunis. Les 9 795 £ à débourser comprennent également un certificat d'authenticité et un accès VIP pour accéder au paddock de la manche du championnat de Superbike anglais de son choix.

## 749S

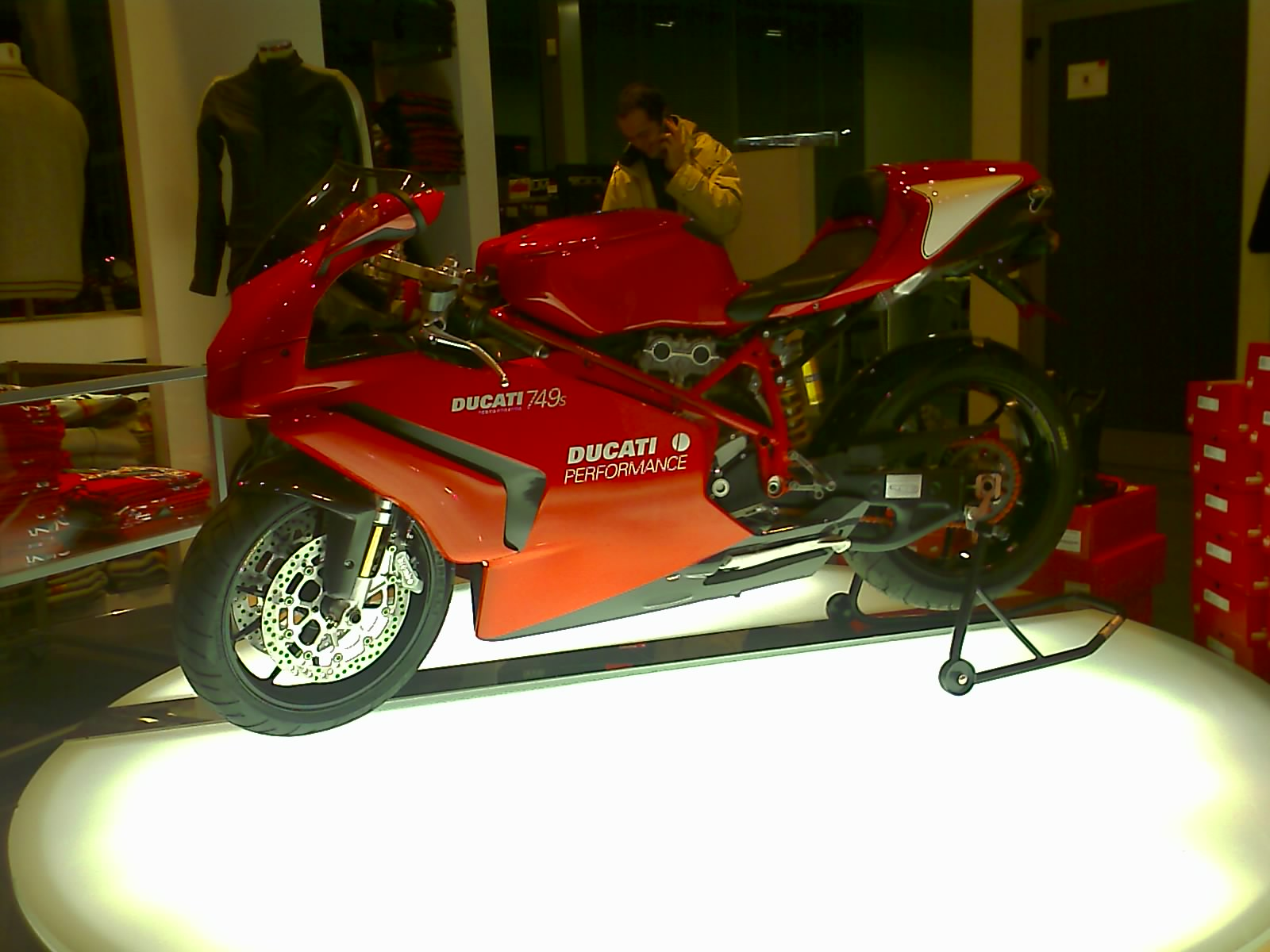
749S

Bénéficiant d'un meilleur équipement que la 749 standard, le moteur de la version S développe la même puissance. L'ensemble des suspensions provient de chez Showa. Le poids est de 199 kg.
En 2004, le moteur est revu. Il développe 110 chevaux à 10 500 tr/min pour 7,95 mkg à 8 500 tr/min.
En 2005, la puissance est portée à 116 chevaux et le couple à 8,4 mkg pour un poids de 186 kg.

## 749R
Apparue en 2004, la 749R permet à Ducati, à l'instar de la 748R, de s'engager dans le championnat mondial de Supersport.
La 749R est la seule 749 à avoir un moteur de réellement 749 cm3. Les cotes moteurs sont retravaillées, l'alésage est augmenté de 4 mm, la course diminuée de 4 mm. Le moteur développe 118 chevaux à 10 250 tr/min pour un couple de 8,31 mkg 2 000 tr/min plus bas. La chasse au poids se fait avec l'adoption de matériaux nobles comme le titane, le magnésium ou le carbone. Il en sort une machine avec un poids à sec de 192 kg. Les freins sont équipés d'étriers à fixation radiale. Tous les éléments de suspension sont estampillés Öhlins et le débattement de la fourche perd 5 mm par rapport aux éléments des autres 749. Le réservoir a une capacité de 18,3 litres.
En 2005, outre le changement esthétique, le moteur gagne 3 chevaux à 10 500 tr/min, le couple grimpe à 8,6 mkg et le poids descend à 183 kg.